# Vénus d'Italica
La Vénus d'Italica est une sculpture romaine en marbre conservée dans le Musée Archéologique de Séville, en Andalousie. Elle a été réalisée dans la première ville romaine fondée en Hispanie : Italica, fondée en 206 av. J.-C., située dans l'actuelle commune de Santiponce (province de Séville), en Andalousie (Espagne).

## Histoire
La Vénus d'Italica est une sculpture réalisée au IIe siècle, sous le règne d'Hadrien, empereur de l'Empire romain (117-138). Elle s'inspire du modèle artistique de l'Aphrodite Anadyomène qui naît des eaux ; elle a été trouvée dans la localité de Santiponce par une famille, semi-enterrée dans sa propre maison, en 1940. La statue est de style hellénistique, et mesure 2,11 mètres de hauteur. Elle porte une feuille de colocasia dans la main droite.